# Dongshan (Condado de Yilan)
Dongshan no Condado de Yilan
Dongshan (chinês: 冬 山鄉, pinyin: Dōngshān, Wade–Giles: Tung1-shan1) é um município rural no condado de Yilan, República da China (Taiwan). O município tinha uma população de 53 300 habitantes em 2016, representando 0,228% da população total do país.